# رباط فخرداود
کاروانسرای فخرداود مربوط به دورهٔ تیموری (سدهٔ ۹ ه‍.ق) مرمت دوره قاجار است و در شهرستان مشهد، روستای فخرداوود واقع شده و این اثر در تاریخ ۱۸ شهریور ۱۳۷۷ با شمارهٔ ثبت ۲۱۰۸ به‌عنوان یکی از آثار ملی ایران به ثبت رسیده‌است.
این کاروانسرای با گستردگی ۸۵۳ متر مربع از نوع کاروانسراهای کوهستانی است که ویژگی منحصر به فرد آن  محل تیراندازی در بخش بالایی، شاه نشین‌ها و اتاق‌های ضلع جنوبی قرار دارند. نمای بیرونی کاروانسرا علاوه بر دیوار اصلی دارای برج‌های دیده‌بانی است.

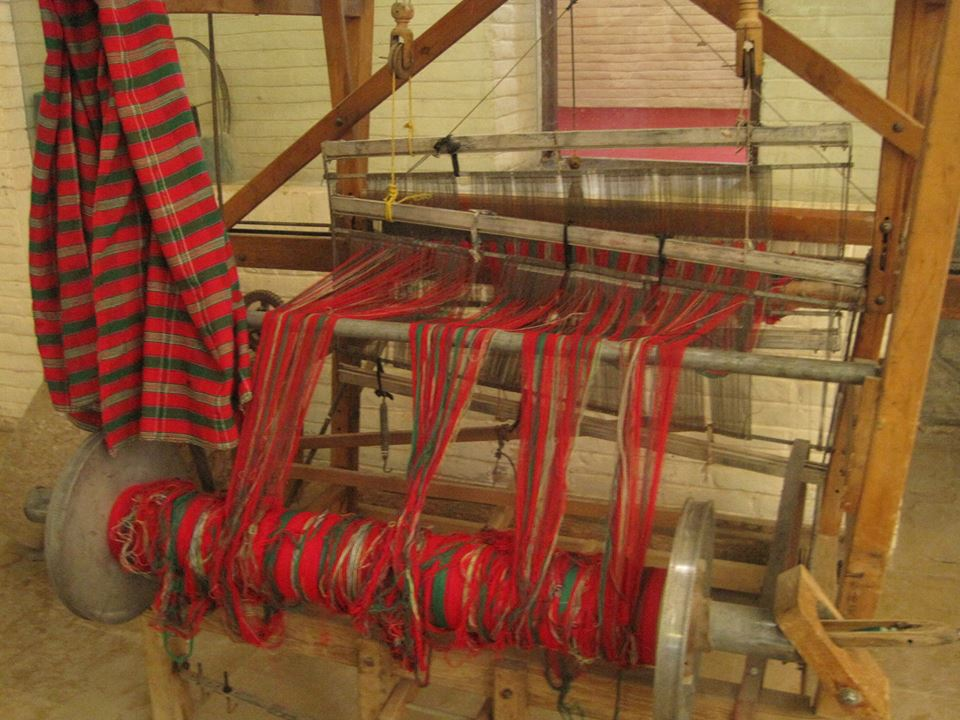
دستگاه پارچه‌بافی سنتی در فخر داوود

در لوحی که در قسمتی از داخل این رباط نصب شده آمده‌است: «فخر داوود، منزلی بر کناره شاهراه نیشابور به توس (جاده ابریشم) و بعد از منزل قدمگاه قرار داشته‌است. منزل فخرداوود در حدود یکصد سال پیش قلعه ای مستحکم با صد خانوار جمعیت بود و مهم‌ترین بنای فخرداوود کاروانسرای سرپوشیده ای بود که از بناهای دوره تیموری است؛ دردوره صفویه مرمت شده و در دوره قاجاریه تا سال ۱۳۰۲ هجری قمری دو بار به وسیله محمد ولی میرزا پسر فتحعلی شاه و امیرنظام الدوله تعمیر شده‌است
در ادامه این لوح برنزی چنین آمده‌است: «حرکت سریع وسائط نقلیه موتوری، تأسیسات رفاهی کناره راه‌های کاروان رو از جمله کاروانسراها را که روزگاری درشمار مهم‌ترین ابنیه عام‌المنفعه بوده‌اند، از اهمیت عاری کرد.

## ثبت در فهرست میراث جهانی
در ۲۶ شهریور ۱۴۰۲ در جریان چهل و پنجمین اجلاس کمیته میراث جهانی یونسکو در ریاض، رباط فخر داود به‌همراه ۵۳ کاروانسرای تاریخی دیگر (جمعاً ۵۴ کاروانسرا در ۲۴ استان ایران) تحت عنوان کاروانسراهای ایرانی در فهرست میراث جهانی قرار گرفتند. این مجموعه جهانی به عنوان بیستمین و هفتمین اثر جهانی کشور ایران شناخته می‌شود.